# Lázně Kynžvart
Lázně Kynžvart (en allemand : Bad Königswart) est une ville et une station thermale du district de Cheb, dans la région de Karlovy Vary, en Tchéquie. Sa population s'élevait à 1 439 habitants en 2020.

## Géographie
Lázně Kynžvart se trouve à 8 km au nord-ouest de Mariánské Lázně, à 20 km au sud-est de Cheb, à 31 km au sud-ouest de Karlovy Vary et à 186 km au sud-ouest de Prague.
La commune est limitée par Mariánské Lázně au nord et à l'est, par Valy à l'est, par Stará Voda au sud et par Dolní Žandov à l'ouest.

## Histoire
La première mention écrite de la localité date de 972.

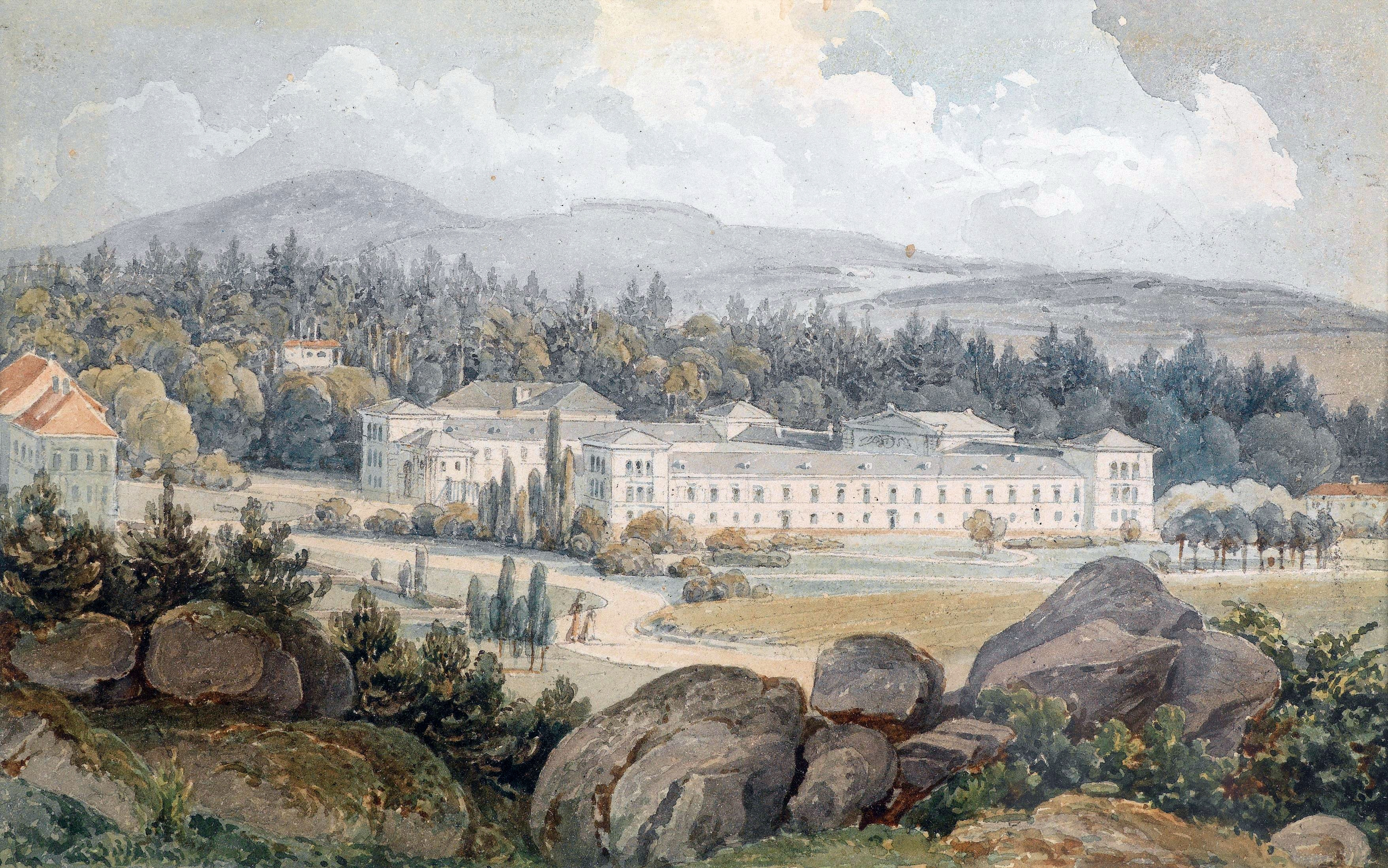
Bad Königswart en 1875, par Thomas Ender.

## Jumelage
- Bad Bocklet (Allemagne)